# Liste der Bodendenkmäler in Neukirchen-Balbini
Auf dieser Seite sind die Bodendenkmäler in dem Oberpfälzer Markt Neukirchen-Balbini zusammengestellt. Diese Tabelle ist eine Teilliste der Liste der Bodendenkmäler in Bayern. Grundlage ist die Bayerische Denkmalliste, die auf Basis des Bayerischen Denkmalschutzgesetzes vom 1. Oktober 1973 erstmals erstellt wurde und seither durch das Bayerische Landesamt für Denkmalpflege geführt wird. Die folgenden Angaben ersetzen nicht die rechtsverbindliche Auskunft der Denkmalschutzbehörde.

## Bodendenkmäler der Gemeinde

### Bodendenkmäler in der Gemarkung Boden
| Lage             | Objekt                                                        | Akten-Nr.     | Bild |
| ---------------- | ------------------------------------------------------------- | ------------- | ---- |
| Boden (Standort) | Gräberfeld mit mindestens neun vorgeschichtlichen Grabhügeln. | D-3-6740-0002 |      |

### Bodendenkmäler in der Gemarkung Hansenried
| Lage                  | Objekt                      | Akten-Nr.     | Bild |
| --------------------- | --------------------------- | ------------- | ---- |
| Hansenried (Standort) | Siedlung der Jungsteinzeit. | D-3-6740-0064 |      |

### Bodendenkmäler in der Gemarkung Neukirchen-Balbini
| Lage                                       | Objekt | Akten-Nr.     | Bild           |
| ------------------------------------------ | --- | ------------- | -------------- |
| Neukirchen-Balbini Marktplatz 2 (Standort) | Archäologische Befunde des Mittelalters und der frühen Neuzeit im Bereich der katholischen Pfarrkirche St. Michael in Neukirchen-Balbini, darunter die Spuren von Vorgängerbauten bzw. älteren Bauphasen. | D-3-6740-0054 | weitere Bilder |
| Neukirchen-Balbini (Standort)              | Mittelalterlicher Erdstall. Siehe auch: Erdstall | D-3-6740-0056 |                |
| Neukirchen-Balbini (Standort)              | Mittelalterlicher Erdstall. | D-3-6740-0057 |                |
| Neukirchen-Balbini (Standort)              | Mittelalterlicher Erdstall. | D-3-6740-0058 |                |
| Neukirchen-Balbini (Standort)              | Mittelalterlicher Erdstall. | D-3-6740-0059 |                |